# Apeadeiro de Quintela
O Apeadeiro de Quintela foi uma gare da Linha do Linha do Vouga, que servia a localidade de Quintela, no concelho de Oliveira de Frades, em Portugal.

## História
Esta interface fazia parte do lanço da Linha do Vouga entre as estações de Ribeiradio e Vouzela, que entrou ao serviço no dia 30 de Novembro de 1913, pela Compagnie Française pour la Construction et Exploitation des Chemins de Fer à l'Étranger.
Em 1 de Janeiro de 1947, a exploração da Linha do Vouga passou para a Companhia dos Caminhos de Ferro Portugueses.
Em 2 de Janeiro de 1990, a operadora Caminhos de Ferro Portugueses encerrou o lanço da Linha do Vouga entre Sernada do Vouga e Viseu.

## Leitura recomendada
- SILVA, José; Ribeiro, Manuel (2007). Os Comboios em Portugal. Volume III 1ª ed. Lisboa: Terramar - Editores, Distribuidores e Livreiros, Lda. 203 páginas. ISBN 978-972-710-408-6